# Smrkež
Smrkež (znanstveno ime Gymnocephalus schraetser) je sladkovodna riba iz družine ostrižev, ki je razširjena po vzhodni Evropi.

## Opis
Smrkež je podolgovata, bočno rahlo stisnjena riba z veliko glavo, katere telo je pokrito s ktenoidnimi luskami, ki pa jih ni ob bazi prsnih plavuti. Zanj so značilne tri do štiri vzdolžne temne proge. Dve hrbtne plavuti sta združeni in potekata vzdolž cele dolžine hrbta. Sprednji del je sestavljen iz 17-19 trdih plavutnic, zadnji del pa je sestavljen iz mehkih. Hrbtna plavut se konča tik pred repno, ki je malce vbočena. Pobočnica je vzporedna z linijo hrbta, v njej pa je med 55 in 65 lusk. Smrkež je po hrbtu olivno rjave ali olivno zelene barve, boki so rumenkasti in na trebuhu prehajajo v srebrno belo. Glava je velika in zavzema približno petino celotne dolžine telesa. Gobec je dolg in koničast, v njem pa so na zornji in spodnji čeljusti razporejeni zobje, ki nakazujejo roparsko naravo ribe.
Zraste do 20 cm, izjemoma tudi nekoliko več, živi pa od 15 do 20 let. Drsti se v gornjem toku rek v katerih živi na prodiščih, kjer samica odloži do 10.000 iker. Smrkež je razširjen v čistih, s kisikom bogatih rekah, običajno v večjih globinah nad prodnatimi ali peščenimi tlemi. V Sloveniji je uvrščen na Seznam zavarovanih živalskih vrst.